# Sylvius Leopold Weiss
Sylvius Leopold Weiss (còn được đánh vần là Silvius Leopold Weiss; 12 tháng 10 năm 1687 - 16 tháng 10 năm 1750) là một nhà soạn nhạc và nghệ sĩ đàn luýt người Đức.

## Cuộc đời
Weiss sinh ra ở Breslau, Silesia. Cha ông là Johann Jacob Weiss và anh trai ông là Johann Sigismund Weiss đều là những nhạc công đàn luýt. Weiss được học chơi đàn luýt từ cha mình.
Năm 1706, ông làm việc cho Charles III Philip, Tuyển hầu tước xứ Palatine. Weiss đã sáng tác tác phẩm âm nhạc đầu tiên của mình ở Düsseldorf, đó là một bản sonata dành cho đàn luýt giọng Đô trưởng. Năm 1708, Hoàng tử Aleksander Sobieski mời Weiss đến Ý. Ông đã ở lại Rome với gia đình hoàng tử. Trong thời gian này, có thể ông đã làm việc với các nhà soạn nhạc người Ý ở Rome. Tuy vậy, ông đã phải trở về Đức khi vị hoàng tử qua đời.
Sau đó, Weiss lại tiếp tục việc cho Tuyển hầu tước Charles Philipp. Năm 1718, Weiss đến Luân Đôn. Ở nơi đây, ông đứng ra tổ chức một buổi hòa nhạc mỗi tuần. Vào tháng 8 năm 1718, ông trở thành thành viên của nhà nguyện cung đình ở Dresden. Năm 1718, Weiss đến thăm Viên. Ông biểu diễn đàn cho hoàng đế La Mã thần thánh. Năm 1722, ông bị một nghệ sĩ vĩ cầm người Pháp tên là Petit tấn công. Petit đã cố cắn đứt ngón cái tay phải của Weiss. Tuy vậy, Weiss đã không bị thương nặng.
Năm 1723, Weiss đến Praha cùng với Johann Joachim Quantz và Carl Heinrich Graun. Họ biểu diễn vở opera "Constanza e fortezza" của Johann Joseph Fux. Năm 1728, ông đến Berlin và ở lại nơi này trong ba tháng. Ông đã dạy nhạc cho em gái của Frederick Đại đế là Công chúa Wilhelmine. Weiss cũng dạy những người chơi đàn luýt khác. Một trong những học sinh của ông là Adam Falckenhagen.
Weiss qua đời vào ngày 16 tháng 10 năm 1750 tại Dresden. Ông được chôn cất tại Nghĩa trang Công giáo ở Dresden. Sinh thời, Weiss là nhạc sĩ được trả lương cao nhất ở Dresden. Mặc dù vậy, gia đình ông lại có gia cảnh rất nghèo khi Weiss qua đời.

## Âm nhạc
Weiss là một trong những nhà soạn nhạc quan trọng nhất cho đàn luýt. Ông được đánh giá là một trong những nhạc công vĩ đại nhất của nhạc cụ này. Tuy nhiên, âm nhạc của ông đã bị mọi người lãng quên sau khi qua đời. Điều này được cho là do đàn luýt đã được thay thế bằng các nhạc cụ bàn phím. Không phải ai cũng có thể đọc được bản nhạc của Weiss, bởi vì chúng được viết bằng hệ thống ký âm tablature, một hệ thống ký âm không dùng nốt nhạc thông thường.
Có thể Weiss đã sáng tác hơn 1000 bản nhạc cho đàn luýt, nhưng rất nhiều tác phẩm của Weiss hiện nay đã bị thất lạc. Johann Sebastian Bach đã từng biết tới âm nhạc của Weiss. Bach đã chuyển soạn một bản sonata cho đàn luýt của Weiss sang cho violin và harpsichord.

### Tiếng Đức
- Karl Prusik: Kompositionen des Lautenisten Sylvius Leopold Weiss. Dissertation an der Universität Wien 1923 (online)
- Hans Neemann: Die Lautenistenfamilie Weiß. In: Archiv für Musikforschung 4, 1939, S. 157–189.
- Kenneth Sparr: Die Kunst von Silvius Leopold Weiß im Spiegel der zeitgenössischen Literatur. In: Gitarre & Laute 9, 1987, Heft 6, S. 15–17.
- Lothar Hoffmann-Erbrecht: Der Lautenist Silvius Leopold Weiß und Johann Sebastian Bach. In: Gitarre & Laute 9, 1987, Heft 6, S. 19–23.
- Stadtlexikon Dresden A–Z. Verlag der Kunst, Dresden 1995, ISBN 3-364-00300-9.